# F. Harmon Weight
F. Harmon Weight (né le 1er juillet 1887 à Salt Lake City, et mort le 12 août 1978 à Los Angeles) est un réalisateur américain.

## Filmographie partielle
- 1922 : Distraction de millionnaire (The Ruling Passion)
- 1922 : La Raison de vivre (The Man Who Played God)
- 1923 : The Ragged Edge
- 1924 : Ramshackle House
- 1928 : Midnight Madness
- 1929 : Frozen River